# Liste des sites Natura 2000 de la Loire
Cet article recense les sites Natura 2000 de la Loire, en France.

## Statistiques
La Loire compte en 2016 21 sites classés Natura 2000.
16 bénéficient d'un classement comme site d'intérêt communautaire (SIC), 5 comme zone de protection spéciale (ZPS).

## Liste
| Site                                                        | Type | Superficie (ha) | Fiche     | Coordonnées                      | Photo |
| ----------------------------------------------------------- | ---- | --------------- | --------- | -------------------------------- | ----- |
| Affluents rive droite du Rhône                              | SIC  | +01 187,        | FR8201663 | 45° 11′ 27″ nord, 4° 46′ 58″ est |       |
| Bois de Lespinasse, de la Bénisson-Dieu et de la Pacaudière | SIC  | +00631,         | FR8201764 | 46° 09′ 41″ nord, 3° 58′ 18″ est |       |
| Bois-Noirs                                                  | SIC  | +00417,         | FR8301045 | 45° 56′ 39″ nord, 3° 36′ 24″ est |       |
| Crêts du Pilat                                              | SIC  | +01 834,        | FR8201760 | 45° 22′ 42″ nord, 4° 34′ 46″ est |       |
| Étangs du Forez                                             | SIC  | +00085,         | FR8201755 | 45° 45′ 51″ nord, 4° 03′ 18″ est |       |
| Forêts et tourbières des monts de la Madeleine              | SIC  | +00242,         | FR8201757 | 45° 59′ 28″ nord, 3° 49′ 58″ est |       |
| Lignon, Vizézy, Anzon et leurs affluents                    | SIC  | +00875,         | FR8201758 | 45° 43′ 01″ nord, 3° 51′ 14″ est |       |
| Milieux alluviaux et aquatiques de l'île de la Platière     | SIC  | +00963,         | FR8201749 | 45° 21′ 12″ nord, 4° 46′ 02″ est |       |
| Milieux alluviaux et aquatiques de la Loire                 | SIC  | +02 200,        | FR8201765 | 45° 50′ 25″ nord, 4° 08′ 30″ est |       |
| Parties sommitales du Forez et Hautes-Chaumes               | SIC  | +05 452,        | FR8201756 | 45° 39′ 25″ nord, 3° 51′ 36″ est |       |
| Pelouses, landes et habitats rocheux des gorges de la Loire | SIC  | +02 500,        | FR8201763 | 45° 26′ 09″ nord, 4° 15′ 01″ est |       |
| Rivière à moule perlière d'Ance                             | SIC  | +00014,         | FR8201769 | 45° 22′ 42″ nord, 3° 53′ 23″ est |       |
| Ruisseaux à moule perlière du Boën, du Ban et Font d'Aix    | SIC  | +00105,         | FR8201768 | 45° 54′ 26″ nord, 3° 50′ 33″ est |       |
| Site à chiroptères des monts du Matin                       | SIC  | +00315,         | FR8202005 | 45° 52′ 39″ nord, 4° 15′ 36″ est |       |
| Tourbières du Pilat et landes de Chaussitre                 | SIC  | +00351,         | FR8201761 | 45° 18′ 30″ nord, 4° 26′ 27″ est |       |
| Vallée de l'Ondenon, contreforts Nord du Pilat              | SIC  | +00871,         | FR8201762 | 45° 26′ 46″ nord, 4° 26′ 46″ est |       |
| Écozone du Forez                                            | ZPS  | +00389,         | FR8212002 | 45° 42′ 39″ nord, 4° 12′ 22″ est |       |
| Gorges de la Loire                                          | ZPS  | +02 490,        | FR8212014 | 45° 26′ 09″ nord, 4° 15′ 01″ est |       |
| Gorges de la Loire Aval                                     | ZPS  | +04 564,        | FR8212026 | 45° 54′ 58″ nord, 4° 04′ 05″ est |       |
| Île de la Platrière                                         | ZPS  | +00963,         | FR8212012 | 45° 21′ 12″ nord, 4° 46′ 03″ est |       |
| Plaine du Forez                                             | ZPS  | +32 838,        | FR8212024 | 45° 39′ 43″ nord, 4° 07′ 03″ est |       |